# نهائي كأس إسكتلندا 2006
نهائي كأس اسكتلندا 2006 هي المباراة النهائية من منافسة كأس اسكتلندا 2005–06، أقيمت المباراة في 13 مايو 2006، في هامبدن بارك، بين فريقي هارت أوف ميدلوثيان، وGretna F.C. ‏، وفاز فيها هارت أوف ميدلوثيان، بعد أن هزم Gretna F.C. ‏، بنتيجة 1 - 1، وكان حكم المباراة دوغي مكدونالد، وحضر المباراة 51232 شخصاً.

## تفاصيل المباراة
لعبت المباراة النهائية في 13 مايو 2006.
| هارت أوف ميدلوثيان | 1 -1 | No ID |
| ------------------ | ---- | ----- |
|                    |      |       |